# Guillermo Pérez Villalta
Guillermo Pérez Villalta (Tarifa, 12 de mayo de 1948) es un pintor, escultor, grabador y diseñador español, integrante de la nueva figuración madrileña y uno de los pintores más representativos del posmodernismo en España. Algunas fuentes le incluyen en una corriente que llaman neomanierismo.

## Evolución
Hijo de Emilio Pérez Alarcón, militar, y de Joaquina Villalta Rivas. Debido a la profesión de su padre, Guillermo se mudó siendo niño con su familia varias veces: primero a La Línea de la Concepción, luego a Málaga, y con nueve años de edad, a Madrid.

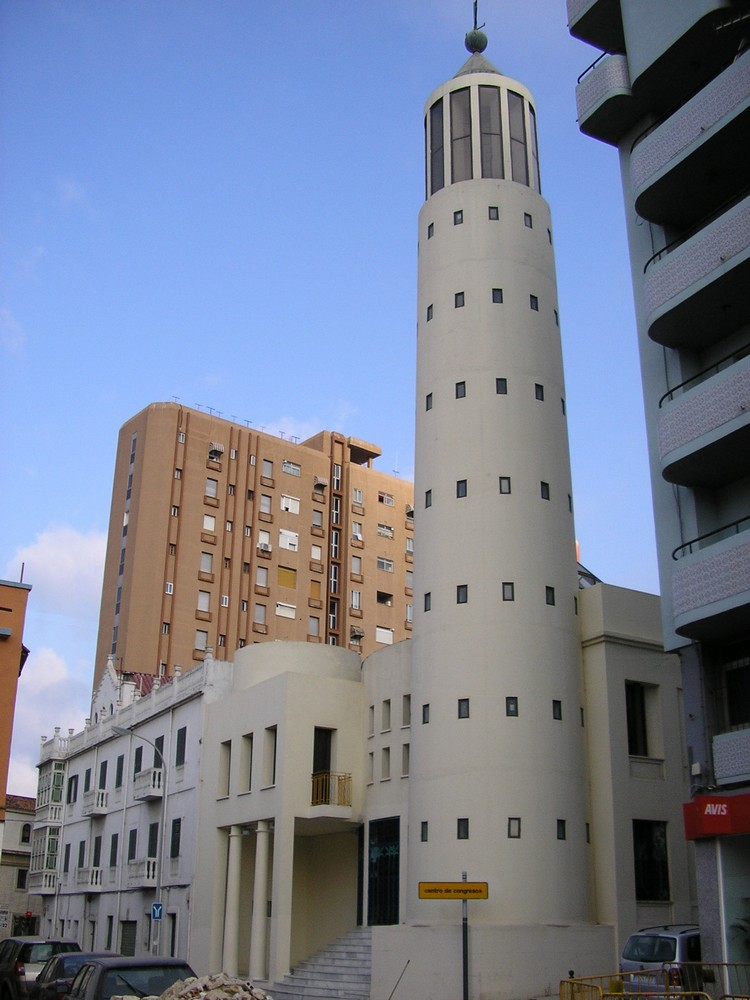
Kursaal de Algeciras, obra de Guillermo Pérez Villalta.

En 1966 empezó la carrera de Arquitectura, aunque la abandonó para pintar, si bien a lo largo de su carrera ha diseñado edificios y espacios públicos. Pocos se han construido, y entre ellos hay que citar el Kursaal de Algeciras. La arquitectura ha influenciado su obra pictórica y ha seguido siendo uno de sus principales intereses. 
En Madrid desde 1968, Pérez Villalta conformó en la década siguiente un estilo «manierista» de colorido y figuras deformadas en contorsiones. En esos años se lo consideró integrante de la llamada movida madrileña. A mediados de los 80 evolucionó hacia un colorido más cálido y «sucio», con una técnica más suelta que podía recordar a Tiziano y a algunos maestros del siglo XVII. En la década de 1990 se intuye un giro hacia formas más definidas, y posteriormente el artista ha explorado estéticas orientales, rococós y geométricas. En esos años optó por establecerse en Tarifa, recuperando el domicilio familiar donde había vivido su niñez, y destinando algunos de sus espacios a la exhibición de sus creaciones.
En 2013 Pérez Villalta firmó un acuerdo con el Centro Andaluz de Arte Contemporáneo por el que este museo recibirá toda su obra en donación mediante testamento así como su casa de Tarifa, donde el artista desea que se exponga parte de su obra

## Características
Frente a los valores de cierta la modernidad abstracta (autenticidad de los materiales y pureza formal), la pintura de Villalta es de naturaleza totalmente narrativa, como se aprecia en dos obras suyas muy significativas, en el Museo Reina Sofía de Madrid: Grupo de personas en un atrio (1975-76) y Gente a la salida de un concierto de rock (1979). Otras a destacar son: La pintura como vellocino de oro (1981-1982), Sansón y Dalila o el triunfo de Venecia (1981), Historia Natural (1987) y Santuario (1996). Su interés por temas mitológicos y religiosos (presentados con una audacia casi irreverente) le distingue de la corriente mayoritaria de la pintura actual; en 1982 diseñó una baraja española donde sustituyó las figuras habituales por dioses y santos desnudos. El Rey de Oros era una fusión de Cristo y Baco. 
Es un artista fiel al estudio de la tradición, con tendencia a una ornamentación abigarrada y a una exuberancia que inspira optimismo (o nostalgia por un pasado idealizado).
Defensor de la belleza como disfrute y como «necesaria para vivir», Pérez Villalta no oculta su afán por lo ornamental (en oposición al arte minimalista) y aunque a veces sea provocador y roce el escándalo, sigue métodos de diseño y producción tradicionales: múltiples bocetos, técnica depurada de lenta ejecución... Acusa influencias dispares y se confiesa admirador no sólo de maestros antiguos, sino también de Giorgio de Chirico, Marcel Duchamp y Dalí.

## Obras
Decoró un techo del Pabellón de Andalucía de la Expo 92 con alusiones al zodíaco y a Hércules .
Ha ilustrado varios libros, como Faetón del Conde de Villamediana, la Odisea de Homero y Los viajes de Gulliver de Jonathan Swift. En 2006 se publicó el libro Idea, que reunía bocetos de años anteriores. 

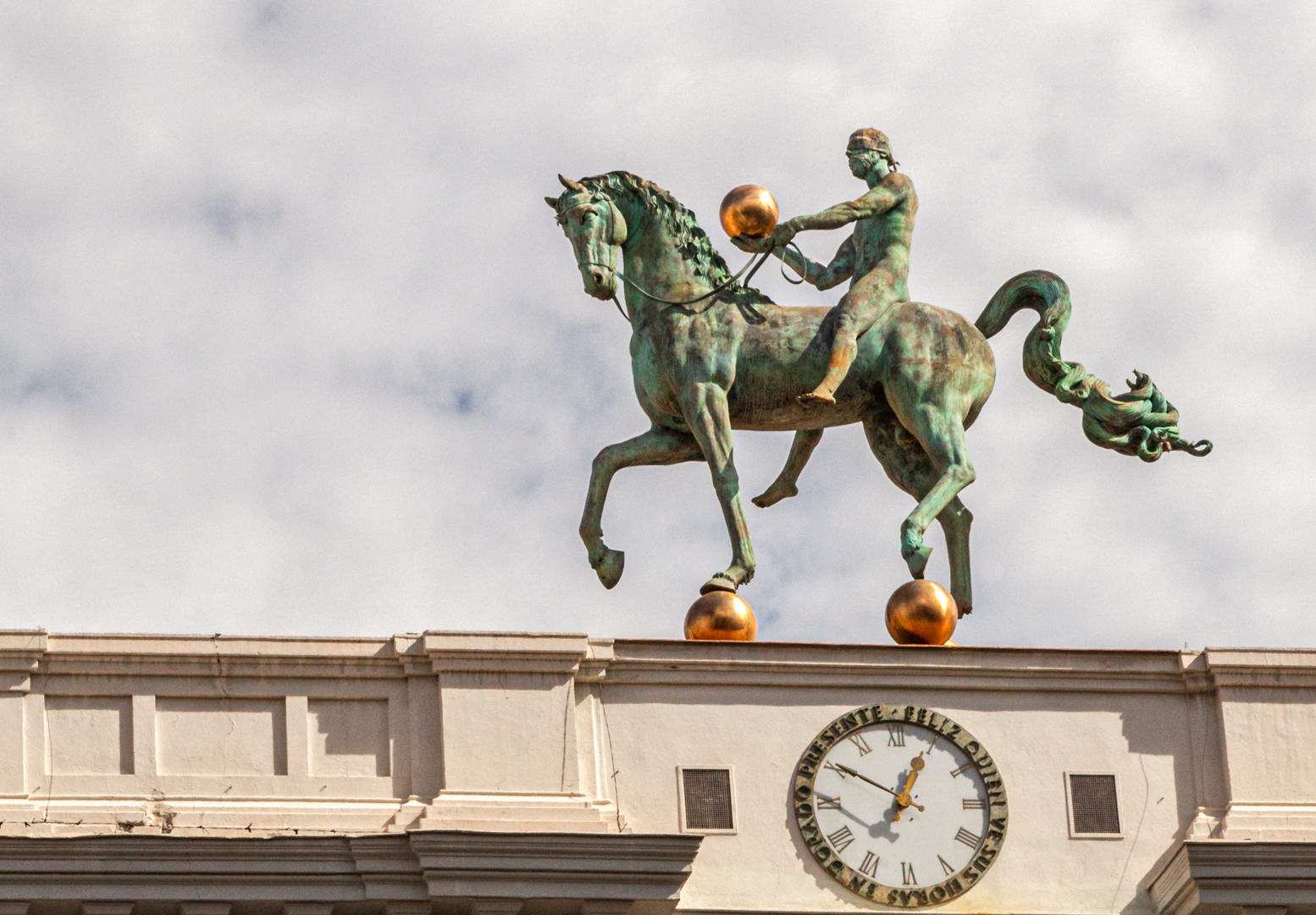
Escultura El instante preciso en la fachada del Ayuntamiento de Granada

Además, ya desde los años 70 ha diversificado su producción, creando grabados en aguafuerte, serigrafía y litografía, y diseñando escenografías para teatro, cerámicas, muebles, textiles (pañuelos, tapices ), joyas, estatuillas de bronce e incluso un dibujo suyo inspiró un monumento ecuestre (El instante preciso) para el tejado del Ayuntamiento de Granada, concebido y realizado en bronce por Ramiro Megías. 
Reivindicando su condición de «artífice», más que de simple pintor, Guillermo Pérez Villalta llevó una antológica de su producción no-pictórica (Artífice) en 2006-07, por diversas ciudades de Andalucía. Esta exposición recaló en 2008 en el Museo Colecciones ICO de Madrid.
Está presente en colecciones como: Museo Reina Sofía de Madrid, Museo de Bellas Artes de Bilbao, Fundación Juan March de Palma de Mallorca, Fundación Suñol de Barcelona y Patio Herreriano de Valladolid. El CAAC de Sevilla cuenta con un nutrido repertorio del artista, gracias a un acuerdo mixto de donación y depósito suscrito por él en 2013.

## Premios y reconocimientos
En 1985 Pérez Villalta recibió el Premio Nacional de Artes Plásticas.
En 2021, recibió el Premio Nacional de Arte Gráfico 2020. Otorgado por unanimidad con el reconocimiento de que "su obra gráfica reúne todo su universo y a la vez extrae de las técnicas tradicionales nuevas calidades".